# Institut national de radio et de télévision du Pérou

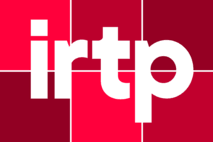
Logo de l'IRTP

L’institut national de radio et de télévision du Pérou (Instituto nacional de radio y televisión del Perú) est une société publique péruvienne chargée de la diffusion de la chaîne de télévision publique TV Perú et des stations de radio Radio nacional del Perú et Radio La Crónica AM. 
L'institut national de radio et de télévision du Pérou est constitué en 1997, durant la présidence d'Alberto Fujimori. Il succède à l'entreprise nationale de radiodiffusion du Pérou (ENRAD), créé en 1974, devenu entreprise nationale de cinéma, radio et télévision péruvienne S.A. en 1980. De 1997 à 2010, il est placé sous la tutelle de la présidence du conseil des ministres. De 2010 à 2012, il dépend du ministère de la culture, avant de revenir dans le giron de la présidence du conseil des ministres le 4 janvier 2012.